# Theodoricus Hackspan
Theodoricus Hackspan (né le 8 novembre 1607 à Weimar, mort le 16 janvier 1659 à Altdorf bei Nürnberg) est un théologien allemand.

## Biographie
Hackspan, fils d'un inspecteur immobilier de Weimar, est d'abord élève de l'école de Weimar, puis du gymnasium de Roßleben. Il commence à étudier la philosophie et les langues orientales en 1625 à l'université d'Iéna, entre à l'université d'Altdorf en 1631 et enfin étudie la théologie à l'université de Helmstedt. Il est alors l'élève notamment de Georgius Calixtus et de Konrad Hornejus.
En 1636, Hackspan apprend le décès du professeur d'Altdorf Daniel Schwenter et envoie une candidature, même s'il n'a pas encore obtenu de diplôme universitaire. Peu de temps après, il est nommé professeur de langue hébraïque et, en 1654, il est nommé professeur titulaire de théologie à la même université. Il est le doyen de la faculté de théologie et recteur de l'université d'Altdorf. Il ne fut jamais nommé doyen de la faculté de philosophie en raison de son manque de diplômes universitaires.
Ses ouvrages Miscellaneorum sacrorum libri etQuibus accesit ejusdem Exercitatio de Cabbala Judaica compilés dans une édition posthume en 1660, sont mis à l’Index librorum prohibitorum par décret le 19 septembre 1712.